# Koźmodiemjanowka (rejon gawriłowski)
Koźmodiemjanowka (ros. Козьмодемьяновка) – wieś (sieło) w Rosji, w obwodzie tambowskim, w rejonie gawriłowskim. W 2010 liczyła 595 mieszkańców.